# Синель, Джозеф Клод
Джозеф Клод Синель (англ. Joseph Claude Sinel, также известен как Джо Синель (Jo Sinel) или Окленд Джо (Auckland Jo); 27 сентября 1889 — январь 1975) — американский дизайнер, один из пионеров промышленного дизайна в США.
Синель родился в Окленде, Новая Зеландия, в семье потомков французских эмигрантов. Учился в частной Школе искусств Элама (The Elam School of Fine Arts) при Университете Окленда, затем начал работать учеником в художественном отделе литографской фирмы «Wilson & Horton Lithographers», работал в ежедневной газете «New Zealand Herald» (1904—1909), был помощником политика Гарри Уоллеса. Побывав в Англии, Джозеф Синель вернулся в Новую Зеландию и Австралию, работал свободным дизайнером (freelance designer), в 1918 году переехал в США, в Сан-Франциско, работал в торговой рекламе. В 1923 году в Нью-Йорке основал собственную компанию промышленного дизайна (industrial design company). В 1936 году переехал в район залива Сан-Франциско.
Синель утверждал, что разрабатывал всё, от «рекламы подставок для каминных дров и автомобилей, от пивных бутылок до обложек книг, от молотков до слуховых аппаратов, от этикеток и бланков до упаковок и банок с рассолами, от текстиля и телефонных книг, от тостеров, пишущих машинок до грузовиков». На самом деле Джозеф Синель известен дизайном пишущих машинок и калькуляторов, он также разрабатывал фирменные марки и графический дизайн для таких организаций, как Чикагский институт искусств, создавал книжные обложки различных издательств. Он преподавал теорию и методику дизайн-проектирования в ряде школ Соединённых Штатов, а в 1955 году стал одним из четырнадцати основателей «Американского общества промышленных дизайнеров» (American Society of Industrial Designers), которое позднее слилось с другими организациями и в 1965 году образовало «Общество промышленных дизайнеров Америки» (Industrial Designers Society of America: IDSA).
Считается, что именно Синель в 1920-х годах придумал термин «промышленный дизайн» (industrial design). Но сам он отрицал этот факт, в частности в интервью 1969 года: «В то самое время [1920 год], когда я начал заниматься промышленным дизайном, о котором утверждается (и я упоминаю об этом в нескольких книгах), что я был первым, и даже говорят, что это я придумал это название. Я уверен, что не делал этого. Я не знаю, откуда оно возникло, и не знаю, где я его взял».